# فضيحة شعبة الكلاب العسكرية في القاعدة الأمريكية
فضيحة شعبة الكلاب العسكرية في القاعدة الأمريكية هي وجود نمط من سوء السلوك شارك به أفراد من بحرية الولايات المتحدة في القاعدة البحرية الأمريكية البحرين في الجفير من 2004 إلى 2006. وثق المحققين البحريين ما يقرب من 100 حادثة اعتداء ارتكبت ضد عدد من أعضاء شعبة الكلاب العسكرية. تشمل الحوادث الموثقة الاعتداء العنصري والترهيب والتحرش الجنسي والاعتداء الجسدي والتحرش بالمثليين. بحار واحد وهو جوزيف روشا عانى من اضطراب الكرب التالي للصدمة بسبب سوء المعاملة التي تلقاها على يد زميله البحار ويزعم أن بحارة أخرى انتحرت بسبب المعاملة التي لقيتها. التحقيق في الادعاءات البحرية في عام 2007 وثقت الاعتداء ولكن اتخذت إجراءات موضوعية بسيطة. ومع ذلك فإن عضو الكونجرس عن بنسيلفانيا جو سيستاك نائب الأدميرال السابق طالب بإجراء فحص جديد عن النتائج التي توصل إليها التقرير والتي أدت إلى تأديب رئيس روشا السابق رئيس ضابط مايكل توسان (في وقت لاحق رئيس ضابط أول). اهتم الرأي العام بالفضيحة على نطاق واسع وتعرض رئيس الولايات المتحدة باراك أوباما لضغوط لإلغاء السياسات الإقصائية للمثليين جنسيا في الجيش المعروفة باسم «لا تسأل ،لا تقل».

## الاعتداء المزعوم على روشا

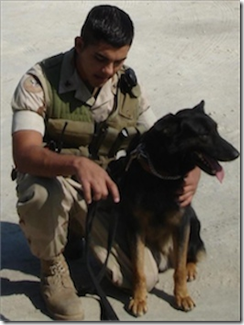
جوزيف روشا يتعامل مع كلب العمل العسكري خلال مهمته في البحرين.

انضم جوزيف روشا لبحرية الولايات المتحدة في سن الثامنة عشر. وصل البحرين في فبراير 2005 وعين في شعبة الكلاب العسكرية. أصبح روشا المثلي جنسيا الملتزم بسياسة الجيش «لا تسأل، لا تقل» حين تعيينه في البحرين هدف للمقالب. المقلب هو «أي إجراء من أحد الأفراد العسكريين أو أفراد بغض النظر عن الخدمة أو الرتبة دون سلطة مناسبة يسبب لعضو أو أعضاء عسكريي آخرين بغض النظر عن الخدمة أو الرتبة معاناةً، أو أن يتعرض إلى أي معاملة قاسية أو مسيئة أو مهينة أو قمعية أو مضرة» هو انتهاك للسياسة البحرية. عندما رفض روشا رعاية البغايا قام قائد الوحدة مايكل توسان وغيره في وحدة بالتهكم على المثليين جنسيا. في حادث آخر قيد بشريط لاصق وحبل وأدخل في بيت كلب مليئ بالبراز. أجبر على إطعام الكلاب البسكويت بينما يديه وقدميه مقيدتين. في حادث يصفه روشا ب«المهين للكرامة البشرية» اضطر لمحاكاة الجنس عن طريق الفم على بحار آخر من الذكور وسجل عبر الفيديو وهو جزء من عملية التدريب. بعد 28 شهر من سوء المعاملة غادر روشا البحرين واستكمل معسكر التدريب. ومع ذلك بعد مغادرته نتيجة سوء المعاملة فإن روشا كان في حاجة إلى تقديم المشورة للاضطراب ما بعد الصدمة إصابته بالمرض مع انتحار قائد الوحدة السابقة جنيفر فالديفيا وخيبة الأمل العامة بسبب عدم متابعة الجيش لمحنته التي أدت إلى مجيئه إلى قائده الجديد. تلقى روشا أداء مشرف تحت لا تسأل، لا تخبر في عام 2007.
في فبراير 2011 قرر مجلس البحرية الإداري أن اتهامات روشا مبالغ فيها ولم يتم أبدا استجواب توسان أو إعطائه الفرصة للإدلاء بشهادته دفاعا عن نفسه. اطلع المجلس الذي يتكون من ثلاثة أشخاص الشهادة واستبعد أن تستند القضية إلى حد كبير على الإشاعات غير المؤكدة. بعض الشهود يناقضون أنفسهم واعترف روشا بالحصول على بعض الحقائق الخاطئة في بلده في صحيفة واشنطن بوست في شهادته الأصلية.

## تحقيقات 2006 و2007
في عام 2006 فتح مكتب القاضي المحامي العام تحقيقا بعدما أبلغ بحار جديد عن حوادث الاعتداء في الشعبة. التحقيق بتاريخ 12 أبريل 2007 وثق 93 حالة معاكسة وغيرها من التصرفات غير اللائقة التي وقعت داخل الشعبة بين عامي 2005 و 2006. بالإضافة إلى علاج روشا فقد وثق التقرير أيضا الحوادث التالية:
- القمار الروتيني والتآخي وتكوين صداقات مع العاهرات.
- تزوير أوراق سجلات المتفجرات.
- تكبيل البحارات النساء معا للعب دور سحاقيتين كجزء من التدريبات.
- تم الاعتداء على بحارة امرأة من قبل بحار آخر ولم يبلغ عن الاعتداء للقيادة.

في أكتوبر 2006 تم نقل توسان من الشعبة وحبست فالديفيا. في 10 أكتوبر أبلغت عن التحقيق وخشيت أنها ستكون كبش فداء لسوء المعاملة. في ديسمبر أبلغت رئيستها عن نيتها مغادرة القوات البحرية. في 11 يناير 2007 أعفيت من مهامها ووضعت على «عقد قانوني إداري» وهذا يعني أنها لا يمكن أن تنقل وتذهب في إجازة أو تخرج من البحرية.
بعد التحقيق الذي استكمل في يونيو 2007 لم يكن توسان الوحيد الذي لم يعاقب لدوره في المعاكسات بل تمت ترقيته إلى رئيس الأسلحة والمخصص للعمل مع نخبة البحرية في دام نيك في ولاية فرجينيا. فالديفيا الذي اختير سابقا بحار السنة والذي كان الرجل الثاني في القيادة أثناء الاعتداء ثم وقت لاحق قائد شعبة اتهم بالفشل في السيطرة على شعبته لوقف الاعتداء. انتحرت باستنشاقها أحادي أكسيد الكربون في منزلها في البحرين. عثر على جثتها في 16 يناير 2007. بحار آخر جيك ويلبورن تم نقله إلى جلسة استماع المادة 15 وخرج من الخدمة بعد أن زعم روشا أن ويلبورن ضايقه. ويلبورن الذي أقر بالمشاركة في بعض المضايقات ناشد دون جدوى عدم خروجه. ترشح ويلبورن للحصول على مقعد في الجمعية العامة لولاية ميسوري في عام 2012. حسب التقرير فإن البحرية لم تقم بأي إجراء قضائي آخر لكن توسان كان يخضع للانضباط الإداري.

## المتابعة
في سبتمبر 2007 قام شون هوغن الذي كان قد تم تعيينه في الشعبة بتقديم نسخة من التقرير لإذاعة شباب وهو برنامج طلابي يقع مقره في أوكلاند. تلقى استجابة من قانون حرية المعلومات. نشرت إذاعة الشباب التقرير منقحا على موقعها على الإنترنت. انتبه جو سيستاك عضو الكونغرس عن ولاية بنسلفانيا للتقرير. كتب سيستاك إلى الأمين العام للبحرية راي مابوس طالبا تفسيرا لماذا تمت ترقية توسان بعد أحداث المقالب واقترح أن انتحار فالديفيا مرتبط بالحوادث. ردا على ذلك أمر مابوس رئيس العمليات البحرية الأدميرال غاري رافهيد إلى إعادة النظر في التحقيق الأصلي. قالت المتحدثة الرسمية عن البحرية: «وجدت أن هذه الحوادث لا تتماشى مع القيم والمعايير البحرية وانتهكت الحظر الذي تفرضه البحرية منذ فترة طويلة ضد المعاكسات».
بناء على هذه النتائج أوصى مابوس بإجراء محاكمة عسكرية لتوسان لكنه قرر في النهاية عدم إجرائها بسبب مقدار الوقت الذي مر بين الأحداث والتقرير والاستعراض السابق للحوادث والفترة القصيرة من الزمن بين عودة توسان من الخارج ونهاية تجنيده. في 21 أكتوبر أعلنت البحرية أن توسان سيتم إعادة تعيينه في المجموعة الخاصة 2 في نورفك حيث أنه ليس لديهم مسئولين قياديين. تلقى رسالة لوم. تم رفض مخطط إعادة تجنيده واضطر للتقاعد في يناير 2010. أمر روجهيد أيضا خدمة التحقيقات الجنائية البحرية لإعادة النظر في القضية. دعا سيستاك لعقد جلسات استماع الكونغرس في مزاعم المعاكسات.
أشار كل من سيستاك والبحرية عن اعتقادهم أن سلوك الشعبة هو ظاهرة معزولة وليس مؤشرا على أي ثقافة عسكرية واسعة. انتقد سيستاك الشعبة بأنها منحرفة ومارقة. دعا الاميرال ديفيد ميرسر قائد القوات البحرية في منطقة أوروبا وأفريقيا وجنوب غرب آسيا الذي تشرف على قاعدة البحرين حيث وقعت الحوادث إلى النظر في شذوذ الشعبة. هذه الشعبة تدار بطريقة غير صحيحة ويبدو أن القيادة كانت تسمح وتشجع بحدوث أشياء في بعض الحالات التي تعتبر غير مقبولة على الإطلاق.
في يناير 2010 أصدر رئيس العمليات البحرية الأدميرال غاري رافهيد رسائل مشورة رسمية للنائب الأدميرال روبرت كونواي والكابتن غاري غالاوي عن أفعالهم المتعلقة بالحوادث والتحقيق اللاحق. كونواي الرئيس السابق لسلاح البحرية تعرض لعدم بذل المزيد من الجهد لضمان عدم معالجة مزاعم المعاكسات. كونواي تقاعد في أبريل 2009. غالاوي القائد السابق لقاعدة البحرين في وقت الحوادث وبخ لعدم العمل بسرعة وبحزم للتحقق من طبيعة السلوك المزعوم والتأكد من حظر المعاكسات. غالاوي اعتبارا من يناير 2010 عين في مركز سان دييغو لحروب الفضاء والأنظمة البحرية. لم يتم تضمين خطابات المشورة في ملفات الموظفين.
عقدت جلسة الاستماع البحرية لتقاعد توسان في محطة نورفولك البحرية في فبراير 2010. قالت الحكومة أن عليه أن يتقاعد بدرجة ضابط صف من الدرجة الأولى. بعد يومين من الشهادة و 30 دقيقة من المداولات أوصى الفريق بالإجماع على أن يتقاعد توسان باعتباره ضابط كبير. كان القرار النهائي لمساعد وزير البحرية. شبكة دفاع سرفيسممبرس القانونية التي تدعم وتناصر الفريق القانوني للأفراد العسكريين المثليين الحاليين والسابقين اتصلت بالأمين مابوس مبدية مخاوفها ازاء هذه النتيجة مشيرا إلى أنه يرسل رسالة التي طالما المثليين والمثليات يخضعون لفصل تحت عنوان «لا تسأل ،لا تقل» يمكن أن يساء استخدامها من قبل رؤسائهم مع قليل من الاعتبار لالعواقب. دعت الشبكة مابوس لنقض قرار لجنة التقاعد.
في فبراير 2011 استنتجت القوات البحرية أن التهم الموجهة إلى توسان مبالغ فيها وأن مزاعم روشا كانت إما غير مثبتة أو منمقة. دعا ضباط البحرية المشاركين في التحقيق في قضية توسان أن القرار الأصلي على توسان يجب أن يعكس كرد فعل في محاولة انعكاسية ومتسرعة لإثبات أن القوات البحرية قد تعلمت الدرس. توسان ورغم ذلك لا يزال ممنوع من إعادة التجنيد.
قرر خوان غارسيا مساعد وزير البحرية لشؤون القوى العاملة والاحتياط السماح لتوسان التقاعد برتبته الحالية ضابط كبير. قال جارسيا: "سلوك توسان لم يستوفي المعايير المتوقعة من قيادة المجندين الكبار في القوات البحرية لدينا. وافق وزير البحرية على القرار أن توسان لا يسمح له بإعادة تجنيده في القوات البحرية للولايات المتحدة. ومع ذلك عند النظر في مسيرته في مجملها فإن سلوكه لا يرتفع إلى مستوى كاف لتبرير تقاعده.

## لا تسأل، لا تقل
تلقت فضيحة المقالب اهتمام وسائل الإعلام على نطاق واسع في وقت واجه الرئيس باراك أوباما ضغوط متزايدة من المدافعين عن حقوق المثليين وأعضاء حزبه لإنهاء إقصائية «لا تسأل، لا تقل» السياسة التي منعت المثليين علنا من الخدمة في الجيش. وعد أوباما بإلغاء لا تسأل، لا تقل خلال حملته الرئاسية لعام 2008 وكرر هذا الوعد في كلمة أمام منظمة إل جي بي تي في 10 أكتوبر 2009. المدافعون عن المثليين لم يكونوا راضين عما يعتبرونه عدم اتخاذ إجراءات داخل إدارة أوباما حول سلسلة من القضايا بما في ذلك إلغاء لا تسأل، لا تقل وقرار قانون التوظيف بعدم التمييز الذي من شأنه أن يجعل التمييز على أساس التوجه الجنسي غير المشروع وإلغاء قانون الدفاع عن الزواج الذي منعته الحكومة الاتحادية من الاعتراف القانوني بزواج المثليين. أشار الديمقراطي سيستاك أن لا تسأل، لا تقل مثال على «عدم الالتزام بمثل أمتنا» ودعا إلى إلغاء لا تسأل، لا تقل قبل نهاية عام 2009. في أعقاب تجاربه أصبح جوزيف روشا ناشط يسعى إلى إلغاء لا تسأل، لا تقل. أشار إلى رغبته في إعادة تجنيده في القوات البحرية إذا تم إلغاء هذه السياسة. في 15 يوليو 2010 شهد روشا عن تجربته في كوخ الجمهوريين ضد الولايات المتحدة وهي الدعوى القضائية الاتحادية الذي يسعى من خلالها لإلغاء لا تسأل، لا تقل.